# Campeonato Mundial de Patinação Artística no Gelo de 1954
O Campeonato Mundial de Patinação Artística no Gelo de 1954 foi a quadragésima quinta edição do Campeonato Mundial de Patinação Artística no Gelo, um evento anual de patinação artística no gelo organizado pela União Internacional de Patinação (em inglês:  International Skating Union) onde os patinadores artísticos competem pelo título de campeão mundial. A competição foi disputada entre os dias 16 de fevereiro e 19 de fevereiro, na cidade de Oslo, Noruega.

## Eventos
- Individual masculino
- Individual feminino
- Duplas
- Dança no gelo

## Medalhistas
| Evento                        | Ouro                                         | Prata                                       | Bronze                                       |
| Individual masculino detalhes | Hayes Alan Jenkins · Estados Unidos          | James Grogan · Estados Unidos               | Alain Giletti · França                       |
| Individual feminino detalhes  | Gundi Busch · Alemanha Ocidental             | Tenley Albright · Estados Unidos            | Erica Batchelor · Reino Unido                |
| Duplas detalhes               | Frances Dafoe · Norris Bowden · Canadá       | Silvia Grandjean · Michel Grandjean · Suíça | Sissy Schwarz · Kurt Oppelt · Áustria        |
| Dança no gelo detalhes        | Jean Westwood · Lawrence Demmy · Reino Unido | Nesta Davies · Paul Thomas · Reino Unido    | Carmel Bodel · Edward Bodel · Estados Unidos |

## Resultados

### Individual masculino
| Pos.              | Nome               | Nacionalidade  | Pontos |
| ----------------- | ------------------ | -------------- | ------ |
| Medalha de ouro   | Hayes Alan Jenkins | Estados Unidos | 5      |
| Medalha de prata  | James Grogan       | Estados Unidos | 12     |
| Medalha de bronze | Alain Giletti      | França         | 18     |
| 4                 | David Jenkins      | Estados Unidos | 20     |
| 5                 | Ronald Robertson   | Estados Unidos | 23     |
| 6                 | Michael Booker     | Reino Unido    | 35     |
| 7                 | Charles Snelling   | Canadá         | 33     |
| 8                 | Peter Dunfield     | Canadá         | 44     |
| 9                 | Norbert Felsinger  | Áustria        | 43     |
| 10                | Douglas Court      | Canadá         | 45     |
| 11                | Alain Calmat       | França         | 52     |

### Individual feminino
| Pos.              | Nome                | Nacionalidade      | Pontos |
| ----------------- | ------------------- | ------------------ | ------ |
| Medalha de ouro   | Gundi Busch         | Alemanha Ocidental | 9      |
| Medalha de prata  | Tenley Albright     | Estados Unidos     | 12     |
| Medalha de bronze | Erica Batchelor     | Reino Unido        | 26     |
| 4                 | Barbara Gratton     | Canadá             | 28     |
| 5                 | Frances Dorsey      | Estados Unidos     | 45     |
| 6                 | Yvonne Sugden       | Reino Unido        | 52     |
| 7                 | Hanna Eigel         | Áustria            | 55     |
| 8                 | Carole Jane Pachl   | Canadá             | 60     |
| 9                 | Ann Johnston        | Canadá             | 62     |
| 10                | Sonja Currie        | Canadá             | 63     |
| 11                | Margaret Ann Graham | Estados Unidos     | 58     |
| 12                | Ingrid Wendl        | Áustria            | 89     |
| 13                | Rose Pettinger      | Alemanha Ocidental | 88     |
| 14                | Erika Rucker        | Alemanha Ocidental | 100    |
| 15                | Margaret Dean       | Estados Unidos     | 104    |
| 16                | Clema Cowley        | Reino Unido        | 108    |
| 17                | Fiorella Negro      | Itália             | 113    |
| 18                | Ally Lundström      | Suécia             | 130    |
| 19                | Gun Mothander       | Suécia             | 132    |
| 20                | Ingeborg Nilsson    | Noruega            | 136    |

### Duplas
| Pos.              | Nome                                | Nacionalidade      | Pontos |
| ----------------- | ----------------------------------- | ------------------ | ------ |
| Medalha de ouro   | Frances Dafoe / Norris Bowden       | Canadá             | 9.5    |
| Medalha de prata  | Silvia Grandjean / Michel Grandjean | Suíça              | 17.5   |
| Medalha de bronze | Sissy Schwarz / Kurt Oppelt         | Áustria            | 21     |
| 4                 | Carole Ann Ormaca / Robert Greiner  | Estados Unidos     | 30.5   |
| 5                 | Margaret Ann Graham / Hugh Graham   | Estados Unidos     | 41.5   |
| 6                 | Lily Zettel / Klaus Loichinger      | Alemanha Ocidental | 45     |
| 7                 | Inge Minor / Hermann Braun          | Alemanha Ocidental | 45     |
| 8                 | Jean Higson / Robert Hudson         | Reino Unido        | 46     |
| 9                 | Britta Lindmark / Ulf Berendt       | Suécia             | 62     |
| 10                | Bjørg Skjælaaen / Johannes Thorsen  | Noruega            | 67     |

### Dança no gelo
| Pos.              | Nome                               | Nacionalidade  | Pontos |
| ----------------- | ---------------------------------- | -------------- | ------ |
| Medalha de ouro   | Jean Westwood / Lawrence Demmy     | Reino Unido    | 5      |
| Medalha de prata  | Nesta Davies / Paul Thomas         | Reino Unido    | 14     |
| Medalha de bronze | Carmel Bodel / Edward Bodel        | Estados Unidos | 18     |
| 4                 | Barbara Radford / Raymond Lackwood | Reino Unido    | 20     |
| 5                 | Virginia Hoyns / Donald Jacoby     | Estados Unidos | 23     |
| 6                 | Phyllis Forney / Martin Forney     | Estados Unidos | 25     |
| 7                 | Edith Peikert / Hans Kutschera     | Áustria        | 35     |

## Quadro de medalhas
| Ordem | País               | Medalha de ouro | Medalha de prata | Medalha de bronze |    | Ordem por total |
| ----- | ------------------ | --------------- | ---------------- | ----------------- | -- | --------------- |
| 1     | Estados Unidos     | 1               | 2                | 1                 | 4  | 1               |
| 2     | Reino Unido        | 1               | 1                | 1                 | 3  | 2               |
| 3     | Alemanha Ocidental | 1               |                  |                   | 1  | 3               |
| 3     | Canadá             | 1               |                  |                   | 1  | 3               |
| 5     | Suíça              |                 | 1                |                   | 1  | 3               |
| 6     | Áustria            |                 |                  | 1                 | 1  | 3               |
| 6     | França             |                 |                  | 1                 | 1  | 3               |
| TOTAL | TOTAL              | 4               | 4                | 4                 | 12 | —               |